# وايلد بيل إليوت
وايلد بيل إليوت (بالإنجليزية: Wild Bill Elliott) هو ممثل أمريكي، ولد في 16 أكتوبر 1904 في الولايات المتحدة، وتوفي في 26 نوفمبر 1965 بلاس فيغاس في الولايات المتحدة بسبب سرطان.

## أعمال

### أفلام
- (1932) ساعة معك
- (1934) هنا تأتي البحرية

## وصلات خارجية
- وايلد بيل إليوت على موقع IMDb (الإنجليزية)
- وايلد بيل إليوت على موقع ألو سيني (الفرنسية)
- وايلد بيل إليوت على موقع أول موفي (الإنجليزية)
- وايلد بيل إليوت على موقع قاعدة بيانات الأفلام السويدية (السويدية)
- وايلد بيل إليوت على موقع إن إن دي بي (الإنجليزية)
- وايلد بيل إليوت على موقع قاعدة بيانات الفيلم (الإنجليزية)
- وايلد بيل إليوت على موقع كينوبويسك (الروسية)